# Путивльська районна рада
Путивльська районна рада — орган місцевого самоврядування Путивльського району Сумської області з центром у місті Путивль.
Путивльській районній раді підпорядковано 1 сільську громаду, 1 міську та 23 сільських рад, які об'єднують 92 населені пункти.

## Склад Путивльської районної ради
До складу Охтирської районної ради входять 34 депутатів від 6 партій:
- Політична партія «Воля народу» — 12 депутатів
- Блок Петра Порошенка «Солідарність» — 6 депутатів
- Політична партія «Опозиційний блок» — 5 депутатів
- Партія «Відродження» — 4 депутати
- Аграрна партія України — 4 депутати
- Всеукраїнське об'єднання «Батьківщина» — 2 депутати

## Керівництво
- Голова Путивльської районної ради — Южаков Євген Іванович